# FLTK
FLTK(Fast Light Toolkit)는 빌 스피작(Bill Spitzak) 등이 개발한 그래픽 사용자 인터페이스(GUI)용 크로스 플랫폼 위젯(그래픽 제어 요소) 라이브러리이다. 3D 그래픽 프로그래밍을 수용하도록 제작되었으며 OpenGL에 대한 인터페이스를 갖고 있지만 일반 GUI 프로그래밍에도 적합하다.
기본 시스템 종속 코드에서 추상화된 자체 위젯, 그리기 및 이벤트 시스템을 사용하면 지원되는 모든 운영 체제에서 동일하게 보이는 프로그램을 작성할 수 있다.
FLTK는 GNU LGPL(GNU 약소 일반 공중 사용 허가서)에 따라 라이선스가 부여된 자유-오픈 소스 소프트웨어이며, 호환되지 않는 라이선스가 있는 응용 프로그램의 정적 링크를 허용하는 조항이 추가되었다.
GTK, Qt 및 wxWidgets와 같은 사용자 인터페이스 라이브러리와 달리 FLTK는 보다 가벼운 디자인을 사용하고 GUI 기능으로 제한된다. 이 때문에 라이브러리는 매우 작으며(FLTK "Hello World" 프로그램은 약 100KiB) 일반적으로 정적으로 링크된다. 또한 복잡한 매크로, 별도의 코드 전처리기 및 일부 고급 C++ 기능(템플릿, 예외, 런타임 유형 정보(RTTI) 또는 FLTK 1.x의 경우 네임스페이스)의 사용을 방지한다. 적당한 크기의 패키지와 결합되어 신규 사용자가 비교적 쉽게 배울 수 있다.
이러한 장점에는 그에 상응하는 단점이 따른다. FLTK는 대부분의 GUI 툴킷보다 적은 수의 위젯을 제공하며 기본이 아닌 위젯을 사용하기 때문에 어떤 플랫폼에서도 기본 모양과 느낌을 갖지 않는다.

## 같이 보기
- GTK
- gtkmm
- 폭스 툴킷
- Qt (소프트웨어)
- 위젯 툴킷
- WxWidgets